# Rhynchocalamus melanocephalus
Rhynchocalamus melanocephalus е вид змия от семейство Смокообразни (Colubridae). Видът не е застрашен от изчезване.

## Разпространение и местообитание
Разпространен е в Азербайджан, Армения, Египет, Израел, Йордания, Иран, Ливан, Сирия и Турция.
Обитава пустинни области, места със суха почва, планини, възвишения, поляни, храсталаци и степи.

## Описание
Популацията на вида е намаляваща.